# 異邦人 (辻亮一の小説)
『異邦人』（いほうじん）は、辻亮一が1949年に『新小説』に発表した短編小説で、第23回芥川賞を受賞している。